# Droga wojewódzka nr 881
Droga wojewódzka nr 881 (DW881) – droga wojewódzka o długości 77,4 km, łącząca Sokołów Małopolski z Żurawicą. Droga w całości przebiega przez województwo podkarpackie (powiaty: rzeszowski, łańcucki, przeworski, jarosławski, przemyski).

## Ważniejsze miejscowości leżące przy drodze wojewódzkiej nr 881
- Sokołów Małopolski (S19, DW875, DW878)
- Czarna
- Łańcut (A4, DK94, DW877)
- Markowa
- Kańczuga (DW835)
- Pruchnik (DW880)
- Rokietnica
- Żurawica (DK77)

## Dopuszczalny nacisk na oś
Na całej długości drogi dozwolony jest ruch pojazdów o nacisku na pojedynczą oś do 11,5 tony.